# Lafandaria
Lafandaria (Lavandaria) ist ein Stadtteil der osttimoresischen Landeshauptstadt Dili.

## Geographie
Lafandaria liegt im Nordwesten des Sucos Vila Verde (Verwaltungsamt Vera Cruz, Gemeinde Dili). Der Stadtteil wird durch den Fluss Maloa nach Westen von Perumnas abgegrenzt. Nördlich befinden sich die Stadtteile Vila Verde und Mata Doro und im Süden und Osten der Stadtteil Virgolosa. Teilweise wird der Osten Lafandarias zu Mata Doro gerechnet.